# 圣克罗切-德尔桑尼奥
圣克罗切-德尔桑尼奥（義大利語：Santa Croce del Sannio），是意大利贝内文托省的一个市镇。总面积16平方公里，人口1008人，人口密度63.0人/平方公里（2009年）。ISTAT代码为062069。